# 헤르만 셰르헨

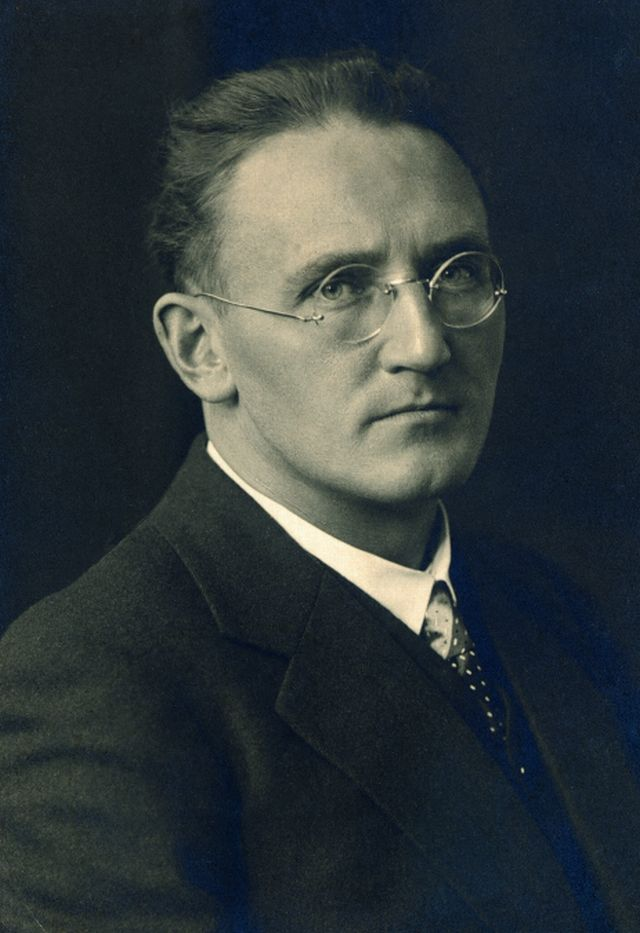
헤르만 셰르헨

헤르만 셰르헨(Hermann Scherchen, 1891년 6월 21일–1966년 6월 12일)은 독일의 지휘자이다.
베를린에서 태어났다. 독학으로 음악을 공부하고, 베를린 필하모닉 오케스트라에서 비올라 주자로 활동했다. 1911년 리가 교향악단의 지휘자로 데뷔하였고, 각지에서 오케스트라의 지휘자를 역임하였다. 1954년에는 파리에서 엘리제극장 관현악단을 설립하였다. 지휘자로서의 활약 외에 평론가로서도 유명한 사람이다. 현대음악, 특히 새로운 작풍의 작품을 추진시키기도 하고, 초연곡(初演曲)을 지휘하기도 했다. 1954년 이래 그라베자노의 자택에다 전자음악 스튜디오를 만들었을 정도였다.

## 참고 문헌
- 이 문서에는 다음커뮤니케이션(현 카카오)에서 GFDL 또는 CC-SA 라이선스로 배포한 글로벌 세계대백과사전의 내용을 기초로 작성된 글이 포함되어 있습니다.

1. ↑  〈헤르만 셰르헨〉. 《두산백과사전 EnCyber》. 2009년 12월 26일에 확인함.